# Karotí (Réthymnon)
Karotí, en grec moderne : Καρωτή, est un village du dème de Réthymnon, en Crète, en Grèce. Selon le recensement de 2011, la population de Karotí compte 191 habitants. Le village est situé à une altitude de 120 m et à 20,5 km de Réthymnon.

## Recensements de la population
| Recensements | 1900 | 1920 | 1928 | 1940 | 1951 | 1961 | 1971 | 1981 | 1991 | 2001 | 2011 |
| ------------ | ---- | ---- | ---- | ---- | ---- | ---- | ---- | ---- | ---- | ---- | ---- |
| Population   | 206  | 223  | 245  | 309  | 246  | 249  | 221  | 224  | -    | 273  | 191  |